# Eniclases riedeli
Eniclases riedeli là một loài bọ cánh cứng trong họ Lycidae. Loài này được Bocák miêu tả khoa học năm 1997.